# Steven Goldstein
Steven Goldstein (Bogotà, 23 febbraio 1981) è un pilota automobilistico colombiano.

## Carriera
La sua carriera ha inizio nel 2002 presso la scuola di formazione ufficiale BMW in Germania.
I suoi istruttori notano il talento del giovane colombiano e lo invogliano a guadagnarsi la vita sull'asfalto.
Nel 2004 è Campione del Campionato di Formula 2000 negli Stati Uniti con un record di 8 vittorie ed 11 podii.
Con la conquista del titolo il pilota riceve un'offerta dal team ufficiale Audi Sport Italia per correre in Europa. Firmato il contratto, si trasferisce a Barcellona, dove continua a correre per due anni corre e lavora come istruttore di Defensing Driving con RACC Renault nel Circuito di Catalogna.
Il suo debutto nel Campionato Euro Superstars avviene nel 2006. Nello stesso anno viene selezionato tra 25 altri piloti e premiato come "Giovane Promessa dell'Anno" per i suoi ottimi risultati e la sua capacità di adattarsi rapidamente al nuovo campionato.
Nel 2007 il pilota di Bogotà vince il Campionato Costruttori con il suo team Audi Sport Italia e rinnova il contratto per altri due anni. I suoi compagni di squadra sono stati Gianni Morbidelli (ex Ferrari Formula 1) e Rinaldo Capello (vincitore della 24 ore di Le Mans e della American Le Mans).

## Istruzione
La sua istruzione comprende inoltre una Laurea in Marketing con lode conseguita presso la American University negli Stati Uniti, si è laureato Magna cum laude per la media della carriera.
Ad accrescere ancora la sua formazione contribuiscono un MBA presso l'Università Bocconi di Milano ed un'internship nell'agenzia pubblicitaria Saatchi & Saatchi.
Il pilota Colombiano è sponsorizzato sin dall'inizio della sua carriera dal marchio Cafè de Colombia. Il suo secondo sponsor è Pirelli.
È anche ambasciatore per "Más Arte, Menos Minas", un'organizzazione no-profit finanziata dal governo Colombiano per rimuovere le mine e supportare le sue vittime.